# Pyxidiophora arvernensis
Pyxidiophora arvernensis är en svampart som tillhör divisionen sporsäcksvampar, och som först beskrevs av André Breton och Louis Faurel, och fick sitt nu gällande namn av Nils G. Lundqvist. Pyxidiophora arvernensis ingår i släktet Pyxidiophora, och familjen Pyxidiophoraceae. Arten är reproducerande i Sverige.